# I'm in You
I'm in You é o quinto álbum de estúdio de Hironobu Kageyama. Lançado em 26 de abril de 2000, pela Lantis, marcou o fim de 15 anos sem álbuns solo do artista, que tinha lançado seu último álbum, Born Again, em 1985. O disco possui 12 músicas, algumas compostas pelo próprio Kageyama, outras versões acústicas de sucessos prévios, como "Blue Dream", encerramento do anime.Os Cavaleiros do Zodíaco. Além dos costumeiros J-pop e J-rock, o cantor trouxe elementos de folk a suas composições.

## Produção
I'm in You foi o primeiro álbum lançado pela gravadora Lantis, então ainda muito jovem, pequena e sem muitos recursos. O fundador da empresa, Shunji Inoue, era parceiro musical de longa data de Kageyama, sendo parte da mesma banda, LAZY. Para o primeiro lançamento da gravadora, Inoue convidou Kageyama para fazer um álbum cheio de arranjos acústicos porque era muito mais barato para gravar. Até as fotos do álbum foram feitas dentro do mesmo estúdio. O estúdio estava tão desprovido de capital que, quando os encartes do CD chegaram da gráfica com um erro de ortografia justamente no nome do artista (veio como "KAGEYAMA H"O"RONOBU"), eles não tinham dinheiro para encomendar reimpressões e mandaram fazer pequenos adesivos com o nome correto para colarem manualmente nos encartes.

## Recepção
Sobre o álbum, o site CD Journal escreveu que a longa espera por um novo álbum solo de Kageyama valeu a pena, destacando as versões acústicas que o apresentaram como um vocalista praticamente inédito, fazendo uma comparação com seu trabalho em animes, com vocais mais poderosos.

## Faixas
| N.º            | Título                                               | Letras                  | Música                        | Arranjo         | Duração |  |
| 1.             | "I'm in You" (com KUKO)                              | H. Kageyama             | H. Kageyama                   | Kenichi Sudo    | 5:43    |  |
| 2.             | "Ai Ni Wa Ai Wo" (do LAZY)                           | Yoshiko Miura           | Koji Makaino                  | K. Sudo         | 5:40    |  |
| 3.             | "Yume Kounen" (de Uchuusen Sagittarius)              | Yuu Aku                 | Kisaburo Suzuki               | K. Sudo         | 4:18    |  |
| 4.             | "AIRBLANCA"                                          | H. Kageyama             | H. Kageyama e Hiroyuki Tanaka | K. Sudo         | 4:52    |  |
| 5.             | "Stardust Boys" (de Uchuusen Sagittarius)            | Y. Aku                  | K. Suzuki                     | Yasushi Suehara | 3:15    |  |
| 6.             | "My Angel"                                           | Y. Miura                | Shunichi Tokura               | K. Sudo         | 4:20    |  |
| 7.             | "Chikyuu (Koko) Kara" (de Dragon Ball Z)             | Sakiko Iwamuro          | K. Sudo                       | Y. Suehara      | 5:28    |  |
| 8.             | "Hitohira" (cover de Hiromi Tsuru, de Silent Mobius) | Chiaki Ogasawara        | H. Kageyama                   | K. Sudo         | 4:18    |  |
| 9.             | "Yasōkyoku"                                          | H. Kageyama             | H. Kageyama                   | K. Sudo         | 5:11    |  |
| 10.            | "Wild Flower" (cover de Skylark)                     | Thomas David Richardson | Douglas Fraser Edwards        | K. Sudo         | 5:19    |  |
| 11.            | "Blue Dream" (de Os Cavaleiros do Zodíaco)           | Eiko Kyo                | H. Kageyama e K. Sudo         | K. Sudo         | 4:01    |  |
| 12.            | "My Dear"                                            | H. Kageyama             | H. Kageyama                   | K. Sudo         | 5:01    |  |
| Duração total: | Duração total:                                       | Duração total:          | Duração total:                | Duração total:  | 57:26   |  |

## Ligação externa
Página do álbum no site oficial da gravadora
Página do álbum na VGMdb